# Les Roises
Les Roises é uma comuna francesa na região administrativa de Grande Leste, no departamento de Meuse. Estende-se por uma área de 3,92 km². Em 2010 a comuna tinha 30 habitantes (densidade: 7,7 hab./km²).